# Paulette Péju
Paulette Péju (née le 28 décembre 1919 à Lyon et morte le 15 février 1979 à Villejuif) est une journaliste et militante anticolonialiste.

## Biographie
Paulette Constance Flachat est née à Lyon le 28 décembre 1919. Son père est Jean Flachat, un employé comptable, (1870-1932) et sa mère Jeanne Roche (1893-1957), employée. Elle a un frère, Paul Flachat, né en 1923.
Lorsque son père décède, en 1932, Paulette Flachat a 13 ans. Après des études secondaires dans une école catholique, elle s'inscrit à la Faculté de lettres et poursuit des études de philosophie tout en travaillant. Elle obtient une licence en philosophie.
Pendant l'occupation, le 8 avril 1943, elle épouse à Lyon, Marcel Péju (1922-2005), qui est alors résistant dans la clandestinité. Son frère Paul Flachat se cache également pour échapper au Service du travail obligatoire.
Après la Libération, Paulette Péju travaille comme journaliste au quotidien Lyon libre, issu de la Résistance, dirigé par André Ferrat et dont le rédacteur en chef est Victor Fay, de sa création en 1944 jusqu’à sa disparition en 1950. Elle y est responsable des informations générales, puis des pages culturelles. 
Elle s’installe ensuite à Paris avec son mari et leurs trois enfants. 
En 1954, elle fait partie de l’équipe fondatrice de la station de « radio périphérique » Europe 1, aux côtés, entre autres, de Maurice Siegel, Pierre Sabbagh et Claude Terrien. Elle est secrétaire de rédaction au journal parlé, d’abord pour les informations générales et la politique étrangère, puis comme cheffe des reportages. Elle y est également chargée à plusieurs reprises de magazines. 
Fin 1958, elle démissionne d'Europe 1, pour raisons personnelles, et entre peu après au quotidien Libération d’Emmanuel d’Astier de la Vigerie, où elle occupe le poste de rédactrice au service de politique étrangère dirigé par Albert-Paul Lentin.
Durant cette période elle est amenée à rencontrer et à aider des Algériens de la Fédération de France du Front de libération nationale. Elle rencontre, notamment les hommes politiques algériens Ahmed Ben Bella, Mohamed Khidder, Hocine Aït Ahmed, Mohamed Boudiaf et Rabah Bitat, pendant leur détention.
En 1961, elle publie Les Harkis à Paris, où elle raconte les exactions commises, sous la direction du préfet de police Maurice Papon, par la Force de police auxiliaire, une unité de police qui compte des policiers arabes, chargée de démanteler les réseaux du FLN. Elle rapporte les contrôles d'identité au faciès, les perquisitions, fouilles, enlèvements, séquestrations arbitraires, parfois accompagnées de tortures, voire d'assassinats. Le livre est majoritairement composé de témoignages de victimes ou d'ayant droit de victimes, de certificats médicaux, tous documents fournis par le collectif d'avocats, dirigé par Jacques Vergès, travaillant pour le FLN,. Le livre est immédiatement saisi.
Elle publie ensuite, toujours chez François Maspero, Ratonnades à Paris, un reportage très documenté sur la violente répression de la manifestation pacifique des Algériens du 17 octobre 1961 contre le couvre-feu qui leur est imposé. Ce livre est également saisi chez l’imprimeur par la Police judiciaire, mais quelques centaines d'exemplaires ont tout de même pu circuler,.
Un autre manuscrit terminé en 1962, Le 17 octobre des Algériens, écrit avec Marcel Péju, reste non publié par François Maspero, le premier gouvernement algérien "déconseillant" sa sortie, n'appréciant pas la mise en valeur du FLN dont certains dirigeants figurent alors parmi ses opposants. 
Au lendemain des Accords d'Évian du 18 mars 1962, Paulette Péju est envoyée spéciale de Libération au Maroc et réalise plusieurs reportages sur l’arrivée de Benyoucef Benkhedda au Gouvernement provisoire de la République algérienne, puis celle de Ahmed Ben Bella et de ses codétenus  à Oujda. Après l’indépendance de l’Algérie, elle publie, en février et avril 1963, dans l’hebdomadaire Révolution africaine, des articles sur le bidonville de Nanterre, puis, en juin 1963 sur le premier Sommet panafricain des 22 au 25 mai à Addis Abéba qui aboutit à la création de l’Organisation de l'unité africaine (OUA). 
Elle publie aussi en 1962, avec Ernest Bolo, la première traduction française du livre d’Isaac Deutscher, Trotsky, le prophète armé.
Paulette Péjus travaille pour Libération jusqu'à ce que le journal cesse de paraître, en novembre 1964. Ensuite, elle travaille pour diverses publications et dans l'édition ; elle est notamment pigiste de 1964 à 1969 à Constellation et Science et Vie. 
Ses deux premiers ouvrages interdits en 1961 ne sont réédités qu’en 2000 aux éditions La Découverte. Ce même éditeur publie en 2011 Le 17 octobre des Algériens avec une introduction et un texte original de Gilles Manceron analysant les raisons de la « triple occultation » de ce massacre. Il obtient le Prix de la Fondation Séligmann pour l’éducation contre le racisme,.
Elle décède à Villejuif, le 15 février 1979. Elle est inhumée dans la tombe de ses parents au cimetière de Champagne-au-Mont-d'Or.

## Publications
- Les Harkis à Paris, François Maspero, 1961
- Ratonnades à Paris, François Maspero, 1961
- Avec Marcel Péju, Gilles Manceron, Le 17 octobre des algériens, La Découverte, 2011,  204 p.  (ISBN 9782707171177)
- Ratonnades à Paris précédé de Les harkis à Paris, nouvelle édition La Découverte/Poche, 2000 210p.  (ISBN 978-2707133298)

### Traduction
- Isaac Deutscher, Paulette Péju (trad.), Ernest Bolo (trad.), Trotsky. 1, le prophète armé, 1962, rééd. Union générale d'édition, 1972.